# Gerrardanthus
Gerrardanthus – rodzaj roślin z rodziny dyniowatych (Cucurbitaceae). Obejmuje 5 gatunków. Zasięg rodzaju obejmuje równikową, wschodnią i południową Afrykę. Rośliny te rosną w tropikalnych lasach nizinnych, w zaroślach zrzucających liście w porze suchej oraz w miejscach zadrzewionych na sawannie.

## Morfologia
PokrójZielne pnącza i słabo drewniejące liany osiągające do 15 m długości z bulwiastą szyją korzeniową osiągającą do 1,8 m średnicy. Wąsy czepne na końcu rozwidlone.
LiścieOgonkowe, o blaszce jajowato-sercowatej, niepodzielonej lub klapowanej dłoniasto.
KwiatyRozdzielnopłciowe. Kwiaty męskie zebrane są w wiechowate kwiatostany wyrastające w kątach liści, natomiast kwiaty żeńskie wyrastają pojedynczo lub w niewielkich pęczkach. Kielich z 5 drobnymi, trójkątnymi lub jajowatymi działkami. Korona promienista lub grzbiecista, tworzona przez 5 płatków, w kwiatach grzbiecistych nierównych. Płatki mają kolor żółty do pomarańczowego lub brązowego. W kwiatach męskich pręcików jest 5 (czasem jeden z nich jest zredukowany do prątniczka), ich nitki są wolne, główki pręcikowe z poprzecznymi pylnikami. W kwiatach żeńskich słupek składa się z 3-kanciastej i 3-komorowej zalążni zwieńczonej trzema szyjkami, każdą z dwudzielnym, nerkowatym znamieniem. Poza tym znajduje się w nich 5 prątniczków.
OwocePodługowate, żółte po dojrzeniu, pękające na trzy części. Zawierają podługowate nasiona do 2 cm długości, z jasnobrązową łupiną i bocznym, błoniastym skrzydełkiem do 2 cm długim.

## Systematyka
Pozycja systematyczna
Rodzaj z plemienia Zanonieae  z rodziny dyniowatych Cucurbitaceae.
Wykaz gatunków
- Gerrardanthus grandiflorus Gilg ex Cogn.
- Gerrardanthus lobatus (Cogn.) C.Jeffrey
- Gerrardanthus macrorhizus Harv. ex Benth. & Hook.f.
- Gerrardanthus paniculatus (Mast.) Cogn.
- Gerrardanthus tomentosus Hook.f.